# Saíde Atanuqui
Amir Saíde Jamaladim Abedalá Atanuqui (maio de 1417 - setembro de 1479), melhor conhecido só como Saíde Atanuqui, foi um teólogo e comentarista druso. Foi descrito como "o indivíduo mais profundamente reverenciado na história drusa, depois do hudude que fundou e propagou a fé". Sua tumba no Líbano é um local de peregrinação para os drusos.